# Souillé
Souillé es una comuna francesa situada en el departamento de Sarthe, en la región de Países del Loira.

## Demografía
| 227 | 210 | 276 | 274 | 308 | 365 | 784 |
| Para los censos de 1962 a 1999 la población legal corresponde a la población sin duplicidades (Fuente: INSEE [Consultar]) |     |     |     |     |     |     |